# Fédération Burkinabé de Foot-Ball
Fédération Burkinabé de Foot-Ball (FBF) este forul ce guvernează fotbalul în Burkina Faso. Se ocupă de organizarea echipei naționale și a campionatului.

## Staff
- Președinte: Zambende Theodore Sawadogo[2]
- Vice President: Paulin Kara
- CEO: M. Brahima Ouedraogo[3]
- Secretar General: Emmanuel Zombre
- Trezorier:  Phillippe Nere Nion
- Antrenor:  Paulo Duarte
- Purtător de cuvânt:	Habi Ouattara
- Președintele arbitrilor: Yacouba Ouedraogo